# 26672 Ericabrooke
26672 Ericabrooke este un asteroid din centura principală de asteroizi.

## Descriere
26672 Ericabrooke este un asteroid din centura principală de asteroizi. A fost descoperit pe 19 februarie 2001 la Socorro, New Mexico, în cadrul proiectului LINEAR. Asteroidul prezintă o orbită caracterizată de o semiaxă mare de 2,33 ua, o excentricitate de 0,11 și o înclinație de 7,3° în raport cu ecliptica.